# Boissettes
Boissettes [bwasɛt] ist eine französische Gemeinde mit 432 Einwohnern (Stand: 1. Januar 2022) im Département Seine-et-Marne in der Region Île-de-France. Sie gehört zum Arrondissement Melun und zum Kanton Savigny-le-Temple (bis 2015: Kanton Le Mée-sur-Seine). Die Einwohner werden Boissettais genannt.

## Geographie
Boissettes liegt an der Seine etwa 42 Kilometer südsüdöstlich von Paris. Umgeben wird Boissettes von den Nachbargemeinden Boissise-la-Bertrand im Norden und Westen, Le Mée-sur-Seine im Norden und Nordosten sowie Dammarie-les-Lys im Süden und Osten.

## Bevölkerungsentwicklung
| Jahr                      | 1962 | 1968 | 1975 | 1982 | 1990 | 1999 | 2006 | 2012 |
| Einwohner                 | 157  | 265  | 289  | 387  | 455  | 427  | 422  | 460  |
| Quelle: Cassini und INSEE |      |      |      |      |      |      |      |      |

## Sehenswürdigkeiten
Siehe auch: Liste der Monuments historiques in Boissettes
- Kirche Saint-Louis, erbaut von 1673 bis 1685
- Schloss